# В поисках идиша
«В поисках идиша» — документальный фильм, созданный известным российским учёным и поэтом Александром Городницким, белорусским режиссёром Юрием Хащеватским, немецкой журналисткой Натальей Касперович и немецким кинооператором Семёном Фридляндом.

## Сюжет
Сюжет фильма, посвященного судьбе идиша (языка европейской еврейской диаспоры) и его носителей, построен как на личных воспоминаниях и семейных документах самого Городницкого, так и на многочисленных встречах с людьми в Белоруссии, США и Израиле.
75-летний Александр Городницкий отправляется на родину своих предков в Могилёв, где жили его родители и где осенью 1941 года нацисты уничтожили всех его родственников, кто остался на оккупированной территории. Он посещает также другие города и сёла Белоруссии, где встречается с людьми и разыскивает то, что осталось от еврейской культуры на идише. В продолжение этих поисков он летит в Израиль и США.
В фильме использованы кадры кинохроники, в том числе отрывки из документального фильма о еврейском местечке, снятого Владимиром Маяковским и Лилей Брик. В авторском исполнении звучат стихи и песни Александра Городницкого, специально написанные для этого фильма, в том числе отрывки из новой поэмы «В поисках идиша». Поминальную молитву на месте расстрела узников Шкловского гетто в фильме поет кантор А. А. Наливаев.

## Прокат и награды
Первая демонстрации фильма состоялась 6 августа 2008 года в West Newton Cinema Theatre в Бостоне (США). В связи с большим наплывом зрителей пришлось организовать дополнительный ночной сеанс. Большой интерес к фильму был отмечен также в Мельбурне (Австралия).
В 2009 году на Нью-Йоркском международном независимом кино-видеофестивале был признан «Лучшим международным фильмом» в категории «Культура».